# Issa
För andra betydelser, se Issa (olika betydelser).
Issa, även esa, eissa, issas, är en somalisk folkgrupp/klan i nordvästra Somalia, i södra delen av Djibouti (särskilt i och omkring huvudstaden Djibouti) samt i Etiopien. Issa är en somalisk subklan under Dir. Medlemmarna talar somaliska. De allra flesta är muslimer. Issa utgjordes 2017 av drygt 300 000 personer, varav strax över 200 000 i Djibouti.
Issa som bor i städerna försörjer sig på handel och på landsbygden genom nomandiserande boskapsskötsel av kameler, får och getter. Issa styrs av en svag centralmakt.